# 藍皮解憂號
藍皮解憂號，是臺灣鐵路公司（原臺灣鐵路管理局，略稱臺鐵或臺鐵局）的一列觀光列車，原爲普快車，經整修後於2020年復駛。

## 概要
列車前身為台鐵普快車，行駛於台東至玉里間（4680及4685次），於2015年8月15日花蓮至台東間鐵路電氣化後停駛。2015年8月15日起至2020年12月23日止行駛於南迴線台東至枋寮間（3673及3678次），隨着南迴鐵路電氣化通車，2020年12月23日起，3671及3672次停駛。後經整修復舊，於2021年10月23日復駛，由雄獅旅行社取得經營權。
「藍皮解憂號」
是臺灣鐵路公司（臺鐵）推出的一列觀光列車，其特色在於：
* 懷舊復古：
   * 「藍皮解憂號」的前身 是臺鐵的「普通車、平快車」、「南迴之星觀光列車」，演化而來，經過修復後重新運行，保留了許多復古的元素，例如：
     * 可手動開啟的車窗。
     * 旋轉式電風扇。
     * 綠色皮製座椅。
   * 這些設計讓乘客彷彿回到過去，體驗早期的鐵路旅行。
* 美麗的路線：
   * 「藍皮解憂號」行駛於南迴鐵路，沿途可以欣賞到台灣東南部美麗的海岸線和山景。
   * 沿途可以欣賞到太平洋與臺灣海峽的景色。
   * 南迴鐵路有「微笑曲線」之稱，沿途風景優美。
* 慢活體驗：
   * 「藍皮解憂號」的行駛速度較慢，讓乘客可以放慢腳步，細細品味沿途的風景。
   * 給予乘客不同於以往搭乘自強號等列車的體驗。
* 觀光體驗：
   * 臺鐵與旅遊業者合作，推出套裝行程，結合鐵路旅行與在地觀光，讓乘客可以更深入地了解當地的文化和風景。
總結來說，「藍皮解憂號」是一列充滿懷舊氛圍、可以欣賞美麗風景、體驗慢活旅行的觀光列車。

## 歷史
- 2020年12月22日：普快車由枋寮站開出末班車，普快車暫時退出營運[1]。
- 2021年3月12日：首批車輛迴送至南州車站旁之秦陽機械進行整修翻新[1][5]。
- 2021年10月23日：藍皮解憂號開始營運[4]。
- 2023年12月26日：首度與CT273型蒸汽機車合體組合，命名為「SL藍皮解憂號」。

## 車輛型式
|            | 車頭                                                                  | 旋轉椅客車 | 旋轉椅客車           | 旋轉椅客車            | 長條椅客車                    | 長條椅客車            | 非字排混合長條椅客車                        |
| ---------- | --------------------------------------------------------------------- | ---------- | -------------------- | --------------------- | ----------------------------- | --------------------- | ------------------------------------------- |
| 型式       | R100型柴電機車                                                        | SP32550型  | SPK32600型           | SPK32700型            | TP32850型                     | TPK32850型            | TPK32200型                                  |
| 輛數       | 14輛                                                                  | 1輛        | 1輛                  | 2輛                   | 3輛                           | 2輛                   | 4輛                                         |
| 車重       | 78噸                                                                  | 35噸       | 35噸                 | 35噸                  | 35噸                          | 35噸                  | 40噸                                        |
| 空車重     | 一                                                                    | 30噸       | 30噸                 | 30噸                  | 30噸                          | 30噸                  | 35噸                                        |
| 最高車速   | 100 km/hr                                                             | 100 km/hr  | 100 km/hr            | 100 km/hr             | 85 km/hr                      | 85 km/hr              | 100 km/hr                                   |
| 配屬機務段 | 臺東機務段                                                            | 高雄機務段 | 高雄機務段           | 高雄機務段            | 高雄機務段                    | 高雄機務段            | 高雄機務段                                  |
| 車輛編號   | R101 R122 R123 R124 R125 R126 R127 R129 R130 R132 R133 R135 R137 R139 | 35SP32578  | 35SPK32609           | 35SPK32717 35SPK32757 | 35TP32859 35TP32865 35TP32869 | 35TPK32855 35TPK32860 | 40TPK32202 40TPK32206 40TPK32217 40TPK32228 |
| 備註       | R129、R135端面V字無劃過標誌燈                                         | 無設置廁所 | 廁所改造為真空式廁所 | 廁所改造為真空式廁所  | TP32859、32869為展覽用車廂    | 廁所改造為真空式廁所  | 廁所改造為真空式廁所                        |

## 外部連結
- 雄獅旅行社：臺鐵南迴 微笑曲線 藍皮解憂號 （页面存档备份，存于）